# Bulbophyllum mahakamense
Bulbophyllum mahakamense är en orkidéart som beskrevs av Johannes Jacobus Smith. Bulbophyllum mahakamense ingår i släktet Bulbophyllum och familjen orkidéer. Inga underarter finns listade i Catalogue of Life.